# قفطان جزائري
القفطان الجزائري هو أحد أنواع الألبسة التقليدية الجزائرية الحاضرة في جميع المناسبات والذي لا يفارق كلا الجنسين. يعد القفطان النسائي أحد أهم القطع في خزانة المرأة الجزائرية وأحد أساسيات جهاز العروسة (حقيبة العروسة) حيث أنها ترتديه في مختلف مراسيم العرس مثلا يوم الحناء وصباحية العروسة وحمام العروسة وحتى في المناسبات الدينية والأيام العادية. أما فيما يخص القفطان الرجالي فقد كان ارتدائه حكرا على سلاطين وبايات الجزائر، والسلطات العليا في البلاد كالشاوش (رجال الشرطة) وفرسان الفانتازيا (في عروض الفرسان والخيول). أما اليوم فنجده لباسا ضروريا في العروض الموسيقية التراثية (فرقة قرقابو) إلى جانب الجبادولي وغيره من الألبسة الرجالية الجزائرية.

## أصل القفطان

نساء الجزائر في غرفهن، أوجين ديلاكروا، 1834.

القفطان هو لباس آسيوي تنقل إلى العديد من الدول عن طريق الدولة العثمانية. فنجده مثالا في مصر وروسيا وشمال بغداد وسوريا والجزائر وغيرها.
كلمة قفطان هي كلمة تركية مشتقة من الكلمة الفارسية خفتان والتي تعني ثوب من القطن يلبس فوق الدرع. أما بالتركية فتعني جبة بيضاء من القطن. القفطان عبارة عن ثوب فضفاض سابغ مشقوق المقدم ويضم طرفيه حزام. كان المماليك والسلاطين يلبسون قفطان على شكل معطف يصل إلى القدمين ويلبس تحته السروال، القميص والصديري. لقد كان في بداية الأمر لباس محتكر على الرجال فقط ليتطور بعد ذلك ويصبح لباس المرأة في البيت. القفطان الرجالي يشبه القفطان النسائي كثيرا من حيث الشكل والقماش ولكن يوجد اختلاف في الجبة أو الصدرية التي تلبس تحته وكذلك في كونه يلبس كفستان أيضا من طرف النساء.

## القفطان في الجزائر

امرأة جزائرية ترتدي القفطان

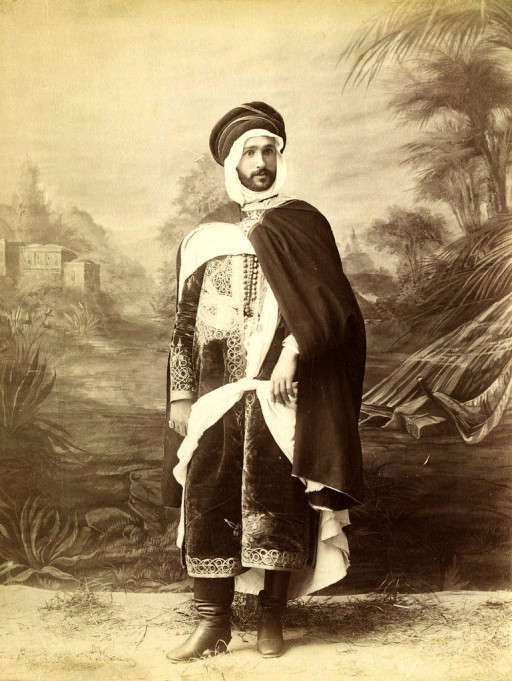
ابن قائد بسكرة يرتدي قفطان جزائري.

يشبه القفطان الجزائري القفطان الذي كان يلبس من طرف الرجال في كل من مصر وسوريا بما أنه كان مفتوح من الأمام ويصل طوله إلى القدمين مع أكمام قصيرة.
في وقت حكم الدولة العثمانية، كان يلبس القفطان من طرف دايات وبايات الجزائر وكان عبارة عن ثوب مطرز بخيوط ذهبية أو فضية. نجد أيضا نوع خاص من القفاطين في الجزائر يسمى بقفطان الشرف (the caftan of the honor) والذي كان يهدى من طرف السلطان سليمان الأول لكل من يستلم الحكم أو يأخذ لقب الباشا.
لقد كان مسؤولين الجزائر الأتراك يلبسون القفطان ذو الأكمام العريضة والذي يكون عادة مزين من الأمام بلعقاد وبخيوط ذهبية وفضية. بينما كان قفطان النساء يصنع من قماش حريري أو مذهب.
ينفرد القفطان الجزائري سواء الرجالي أو النسائي على غيره من باقي الدول بطزرالمحيرزات أو العوينات المتواجدة في العديد من الألبسة التقليدية الجزائرية لاسيما الغليلة. عادة ما يكون القفطان الجزائري بقماش الجنوة، الكمخة والأطلس ويتزين بخيوط ذهبية يطلق عليها محليا باسم الفتلة ويتوسطه ما يعرف بلعقاد عند الصدر (العقاد عبارة عن خيوط رفيعة حريرية أو ذهبية تصنع من مختلف أنواع الأقمشة كالحرير والقطن تتشابك فيما بينها مشكلة كرات صغيرة تشبه الأزرار).

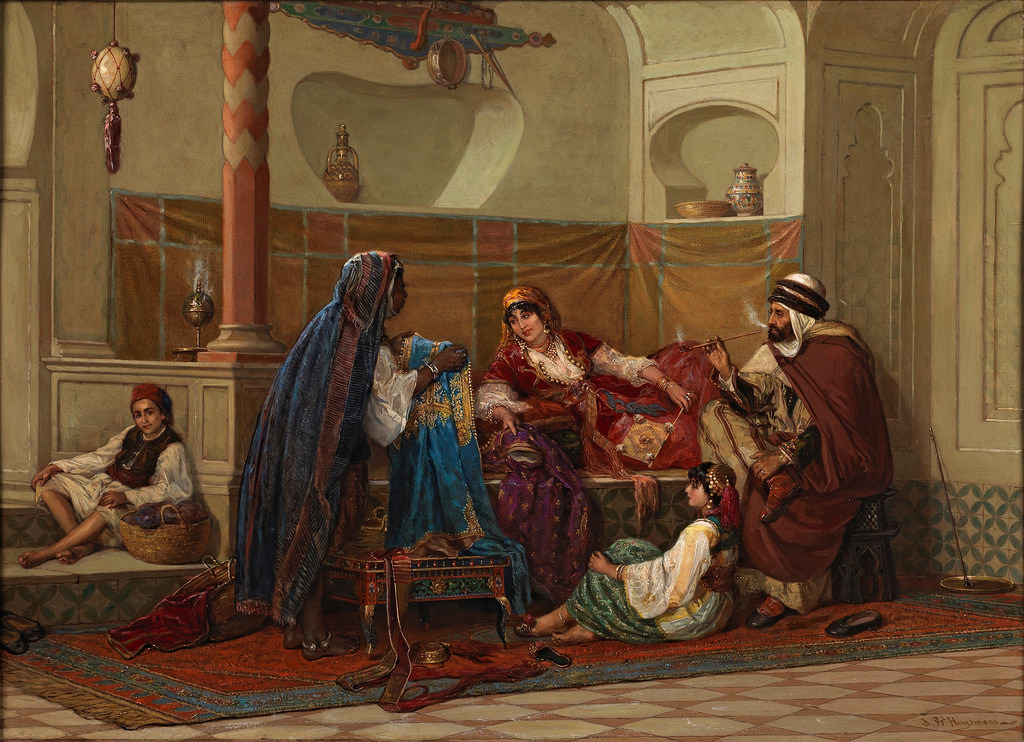
لوحة لبائعة القفطان في مدينة الجزائر. للرسام J.B.Huysmans سنة 1856.

اعتادت النساء في الجزائر على لبس القفطان على شكل معطف مفتوح من الأمام من قماش الجنوة فوق كل من سروال القعدة (سروال لمدور) أو فوق الجبة. كما كان يلبس أيضا على شكل فستان مزين من الأمام بسفيفة ولعقاد.

## أنواع القفاطين في الجزائر
تعد الجزائر بلد غني ثقافيا ومميز بحكم كبر مساحتها وتعدد عاداتها من منطقة إلى أخرى. عرف الجزائريون بخياطة العديد من الألبسة لاسيما القفطان وترسخت هذه الحرفة في عدة مدن منها تلمسان، الجزائر العاصمة، وهران، البليدة، قسنطينة وعنابة الذين حافظوا على هذا الموروث وطوروه على طريقتهم الخاصة.
من بين هذه الأنواع نذكر على سبيل المثال كل من:

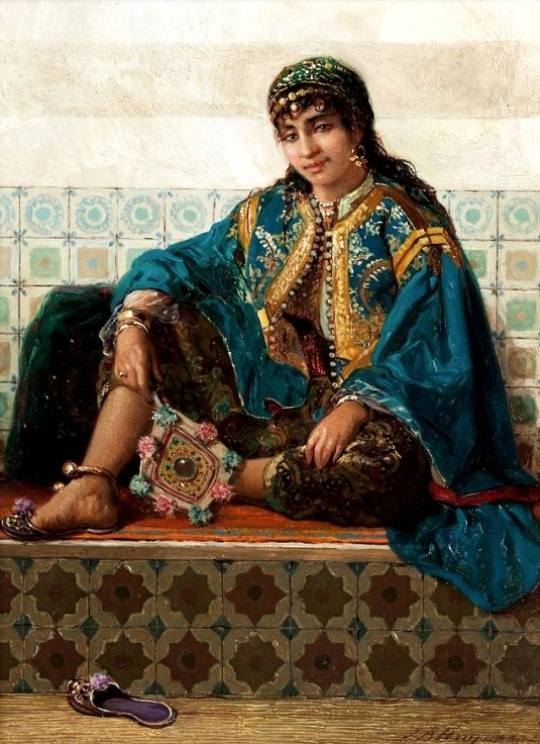
جزائرية ترتدي ثوب القفطان مطلع القرن التاسع عشر

- جزائرية ترتدي ثوب القفطان مطلع القرن التاسع عشرقفطان الداي: وهو عبارة عن قفطان من قماش الجنوة مطرز بخيوط ذهبية يلبس تحته سروال الشلقة أو البدرون الجزائري.
- قفطان البهجة: سمي بهذا الاسم نسبة للقماش الذي يصنع منه والذي يتميز باحتوائه على ورود ملونة بألوان زاهية.
- قفطان المحيرزات: سمي بهذا الاسم نسبة إلى طرز المحيرزات الموجودة عند الصدر الشائعة في كافة الألبسة الجزائرية. من خصائصه أنه طويل للكاحل وذو أكمام واسعة.
- قفطان القاضي: يكون من قماش الجنوة ومطرز بما يعرف في الجزائر بالمجبود (التطريز بخيوط ذهبية أو فضية). لقد سمي بهذا الاسم نسبة لقضاة الجزائر.
- قفطان القرنفلة: هو قفطان من قماش الجنوة مطرز بالفتلة. يعرف انتشارا واسعا في مدينة عنابة في الشرق الجزائري. سمي بهذا الاسم نسبة لرشمة القرنفلة الموجودة على القماش.
- قفطان الدلالة العنابية: هو عبارة عن معطف بدون أكمام من قماش الجنوة ومطرز بخيوط ذهبية. يلبس فوق قندورة الستان المزينة بالأحجار الاصطناعية.
- قفطان الشرط العنابي: يصنع من قماش الجنوة البنفسجي ويطرز بما يسمى في عنابة بطرز الزلابية. قفطان الشدة التلمسانية: يسمى بالقرفطان في تلمسان تصغير لكلمة قفطان بحكم أن هذا الاخير يصل إلى الركبتين ويلبس فوق البلوزة الجزائرية. هذا القفطان مسجل كجزء من الشدة التلمسانية من طرف منظمة اليونيسكو.
- قفطان الجوهرة: سمي بهذا الاسم نسبة للقماش المستعمل.
- قفطان من قماش الأطلس (الحرير).
- قفطان من قماش الكمخة.
- قفطان من قماشبن زهيرة (يسمى أيضا بلاكريم، شرب الغاوي...).
- قفطان قطيفة الهوا.

## معرض الصور: أنواع القفاطين في الجزائر

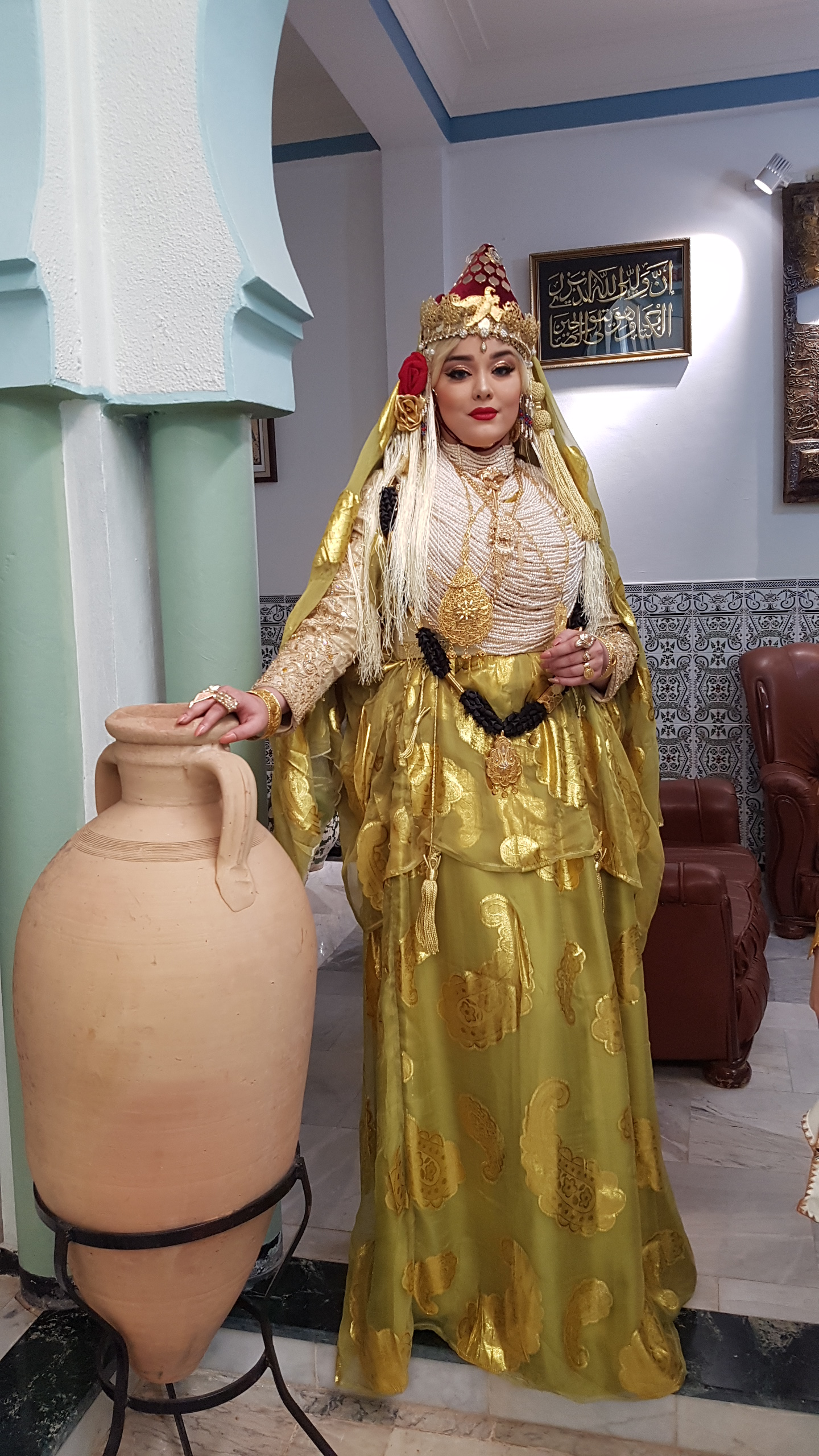
شدة مستغانم
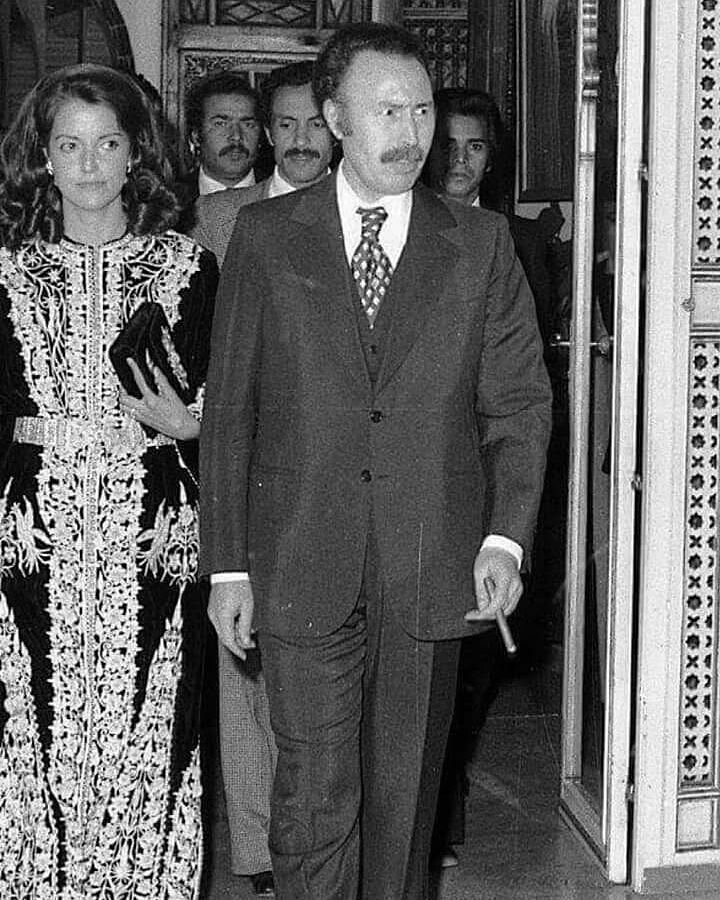
صورة لعديلة الرئيس الجزائري السابق هواري بومدين ترتدي القفطان.
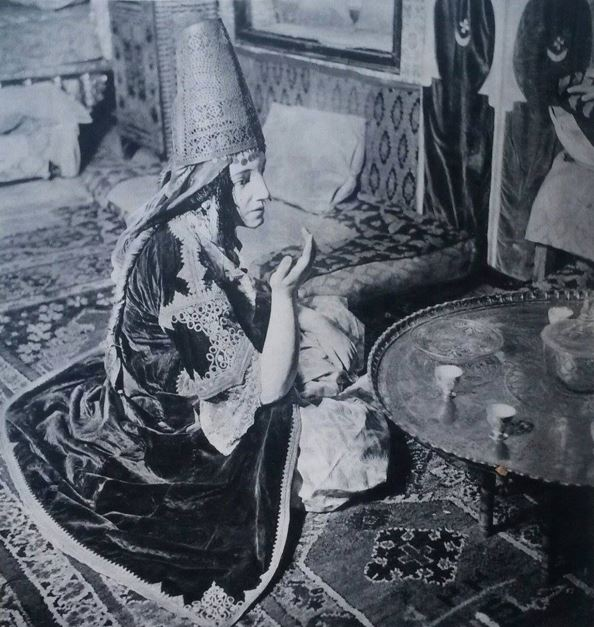
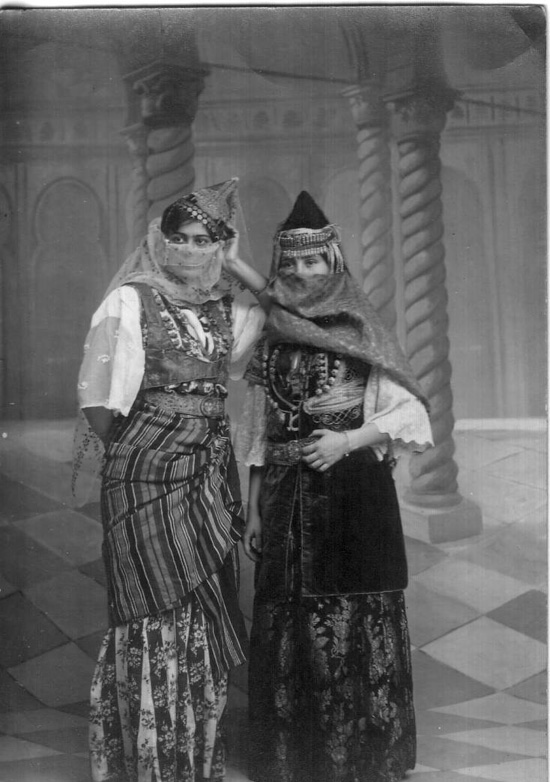
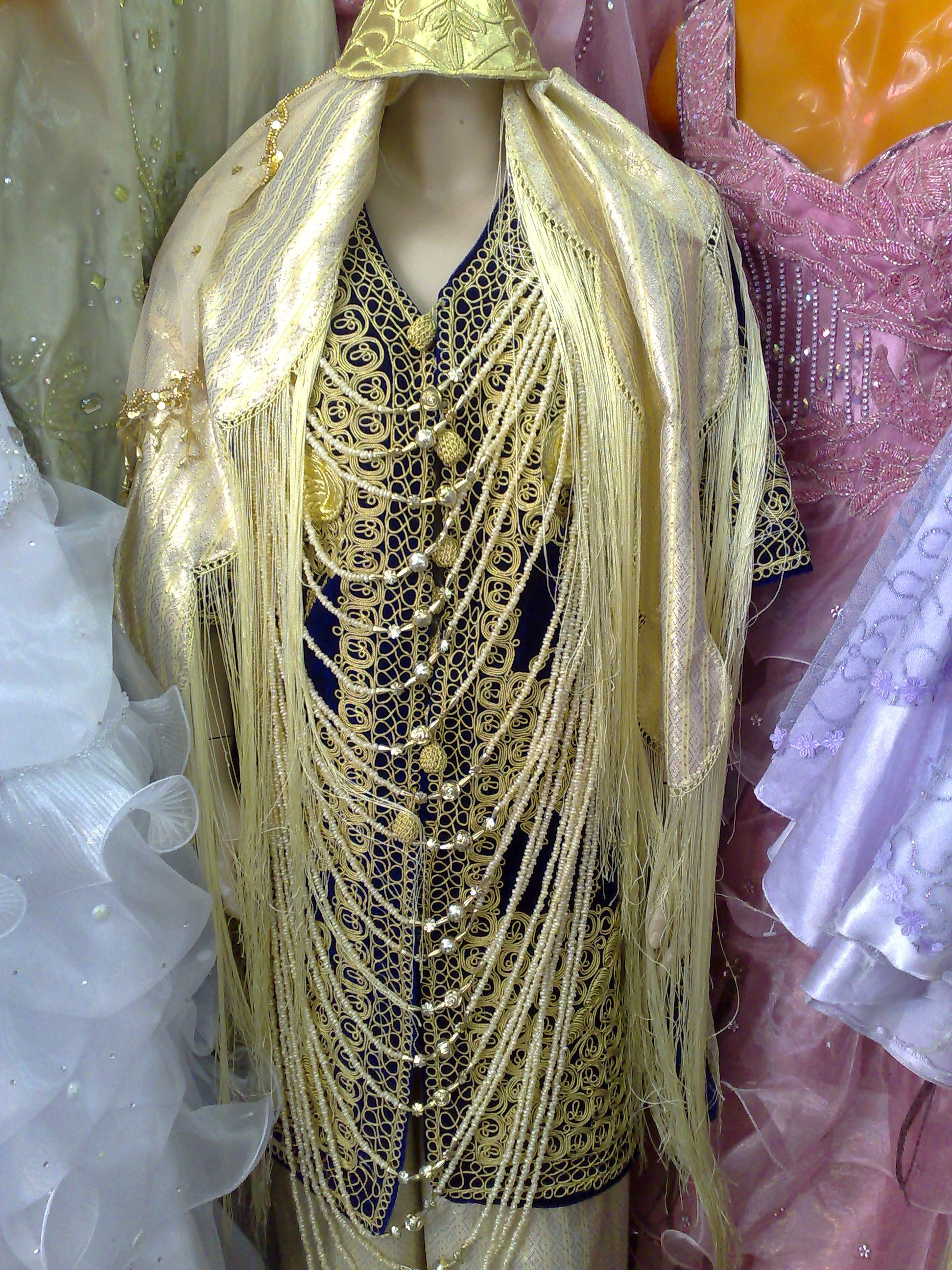
الشدة التلمسانية
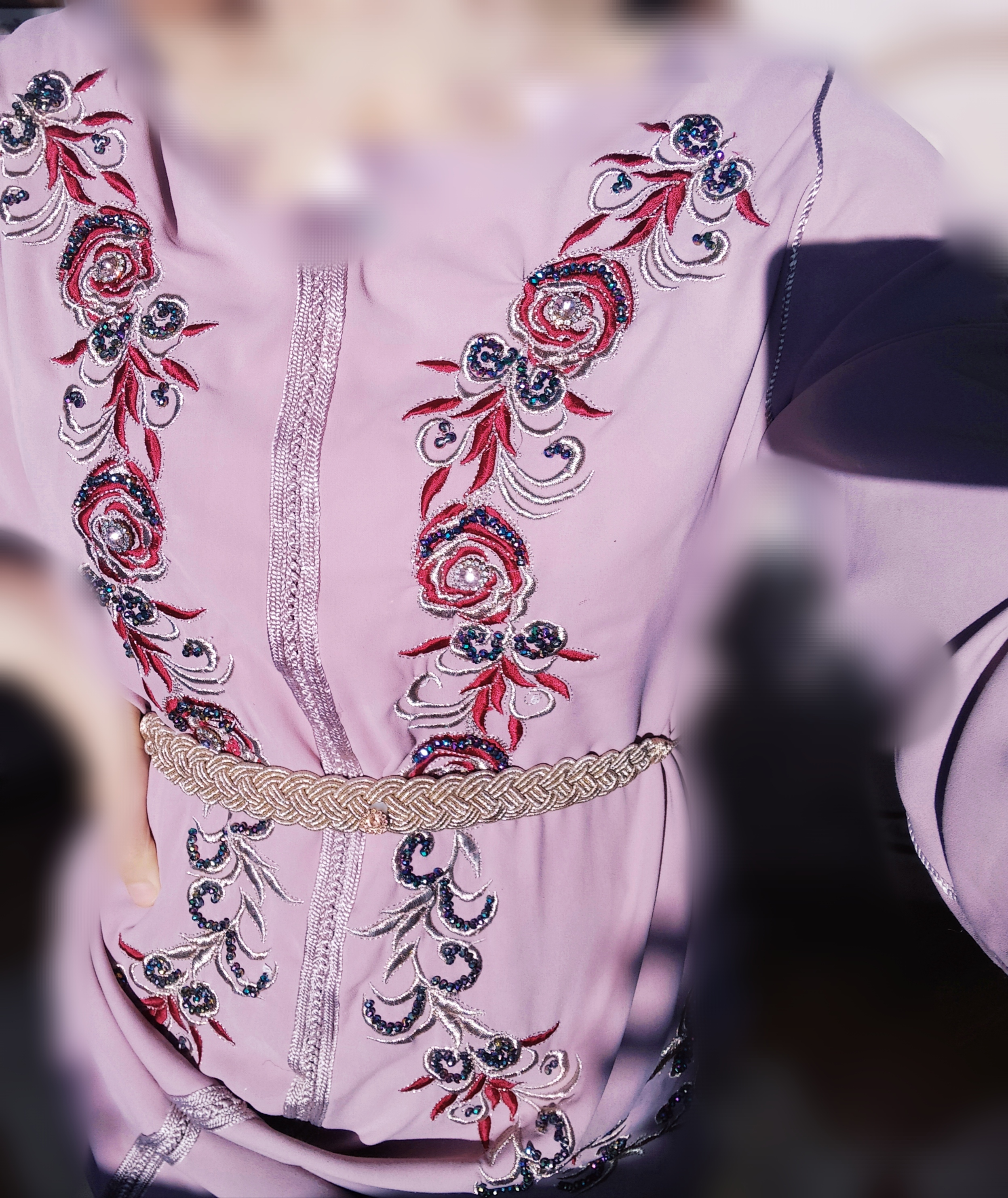
قفطان عصري

## الوقت الحالي
ظل القفطان الجزائرى محافظاً على عراقته وأصالته، عبر حراس هذا التراث من الحرفيين والمصممين القدامى، الذين يتعاملون بحذر شديد مع تطوير هذا اللباس وإضافة لمسات جديدة على تصاميمه، خوفاً من فقدان عراقته، لما يمثله من إرث حضاري وتاريخي جزائري. شهدت صناعة القفطان الجزائري نمواً كبيراً وإقبالاً متزايداً، في الأعوام الأخيرة، بعد قيام المصممين الجزائريين بإيصاله إلى المحافل ومعارض الأزياء الدولية حيث لا يمثل القفطان إرثاً حضارياً وتاريخياً للجزائر فقط، بل بات يشكل رافداً مهماً لخزينة الدولة.
في الوقت الحالي بدأ المصممون الجزائريون بإحياء العديد من القفاطين التي كانت دارجة قديما في الجزائر مثل قفطان المحيرزات، قفطان القاضي وقفطان الجوهرة. إنّ الاهتمام المستمر للمصممين الجزائريين في تطوير القفطان جعل منه (سفيراً للثقافة الجزائرية) في المحافل ومعارض الأزياء الدولية والعالمية.